# دونكان بيري
دونكان بيري (9 سبتمبر 1962 - )  (بالإنجليزية: Duncan Perry)‏ هو لاعب كريكت بريطاني.